# Chlorencoelia torta
Chlorencoelia torta är en svampart som först beskrevs av Ludwig David von Schweinitz, och fick sitt nu gällande namn av J.R. Dixon 1975. Chlorencoelia torta ingår i släktet olivskålar och familjen Hemiphacidiaceae.   Inga underarter finns listade i Catalogue of Life.